# تومي تاكر (لاعب كرة قاعدة)
تومي تاكر (بالإنجليزية: Tommy Tucker)‏ هو لاعب كرة قاعدة أمريكي، ولد في 28 أكتوبر 1863 في هوليوك في الولايات المتحدة، وتوفي في 22 أكتوبر 1935 في مونتاغو في الولايات المتحدة.

## وصلات خارجية
- تومي تاكر على موقعبيزبول رفرنس.كوم (الدوري الرئيسي) (الإنجليزية)
- تومي تاكر على موقعبيزبول رفرنس.كوم (الدوري الثانوي) (الإنجليزية)